# Афузов Тохтар
Тохтáр Ізмáйлович Афýзов (16 січня 1901, Алупка — 1942, Сімферополь) — кримськотатарський художник, один з перших професіоналів у кримськотатарському образотворчому мистецтві.

## Біографія
Тохтар Афузов народився 16 січня 1901 року в с. Алупка Ялтинського повіту Таврійської губернії. Творчу діяльність почав у 30-ті роки XX століття. Школу професійного художника отримав у Москві, в художній школі В. М. Мєшкова в 1920—1930 роках. Потім навчався в Московській державній художньо-промисловій академії імені С. Г. Строганова. Також брав участь у різних республіканських і всесоюзних виставках.
Після навчання Тохтар Афузов повернувся назад на Батьківщину і малював пейзажі Криму. За період 1930-1940 років він намалював такі картини, як «Будинок в світлу ніч» (1937), «Вишні. Натюрморт» (1940), «Морський пейзаж» (1940) та інші картини, які на даний момент зберігаються в Сімферопольському художньому музеї та в Кримському республіканському краєзнавчому музеї.
Тохтар Афузов розстріляний німецькими окупантами в 1942 р. (за деякими джерелами в 1941) році в Сімферополі.